# La Vraie Vie (chanson)
Pour les articles homonymes, voir La Vraie Vie (homonymie).
Singles de Bigflo et Oli
Je suis
(2016) Alors alors
(2017)
La Vraie Vie est un single du duo de rap français Bigflo et Oli sorti le 2 mai 2017, issu de leur deuxième album homonyme.

## Historique
La Vraie Vie est la chanson qui ouvre l'album du même nom. Longue de plus de huit minutes, elle est scindée en deux parties. La première voit Bigflo faire part de ses doutes avant qu'Oli n'en fasse de même dans la seconde partie.

### Clip vidéo
Le clip vidéo a été tourné dans la caserne Beaurepaire de la citadelle haute de Verdun. Il débute avec un volute de fumée noire se mouvant en pleine montagne. On aperçoit ensuite Bigflo, seul et isolé du monde, semblant être perdu. Il se rend alors dans une grotte où il écrit avec frustration des textes. Un corbeau, symbole de la mort, l'accompagne et le rappeur lui donne à manger. On peut apercevoir en guise de clin d’œil un petit cadre photo avec un cliché des deux frères lorsqu'ils étaient petits, qui n'est autre que la pochette de l'album. Plus tard, Bigflo grimpe sur un rocher et rappe, rongé par le doute et la colère. Les plans s’enchaînent entre les moments passés dans la grotte et en montagne. Bigflo décide soudain de sortir de sa solitude comme pour retrouver la vraie vie. Il redescend en hâte une forêt afin de rejoindre son petit frère tandis que la fumée noire s'en va. Le décor change et un loup fait son apparition avant que la caméra nous montre Oli, perché au bord d'une fenêtre d'un bâtiment désaffecté. Il est dans la même situation que son aîné, perdu et hagard. Oli déambule dans la maison déserte puis sort en compagnie du loup. Il se met à courir, comme pris d'une intuition. Le clip se termine sur Bigflo et Oli se retrouvant et s'embrassant. On comprend alors que les fumées représentent les démons des rappeurs puisqu'elles les accompagnent.

## Classement
| Classement (2017) | Meilleure position |
| ----------------- | ------------------ |
| France            | 33                 |